# Технологія

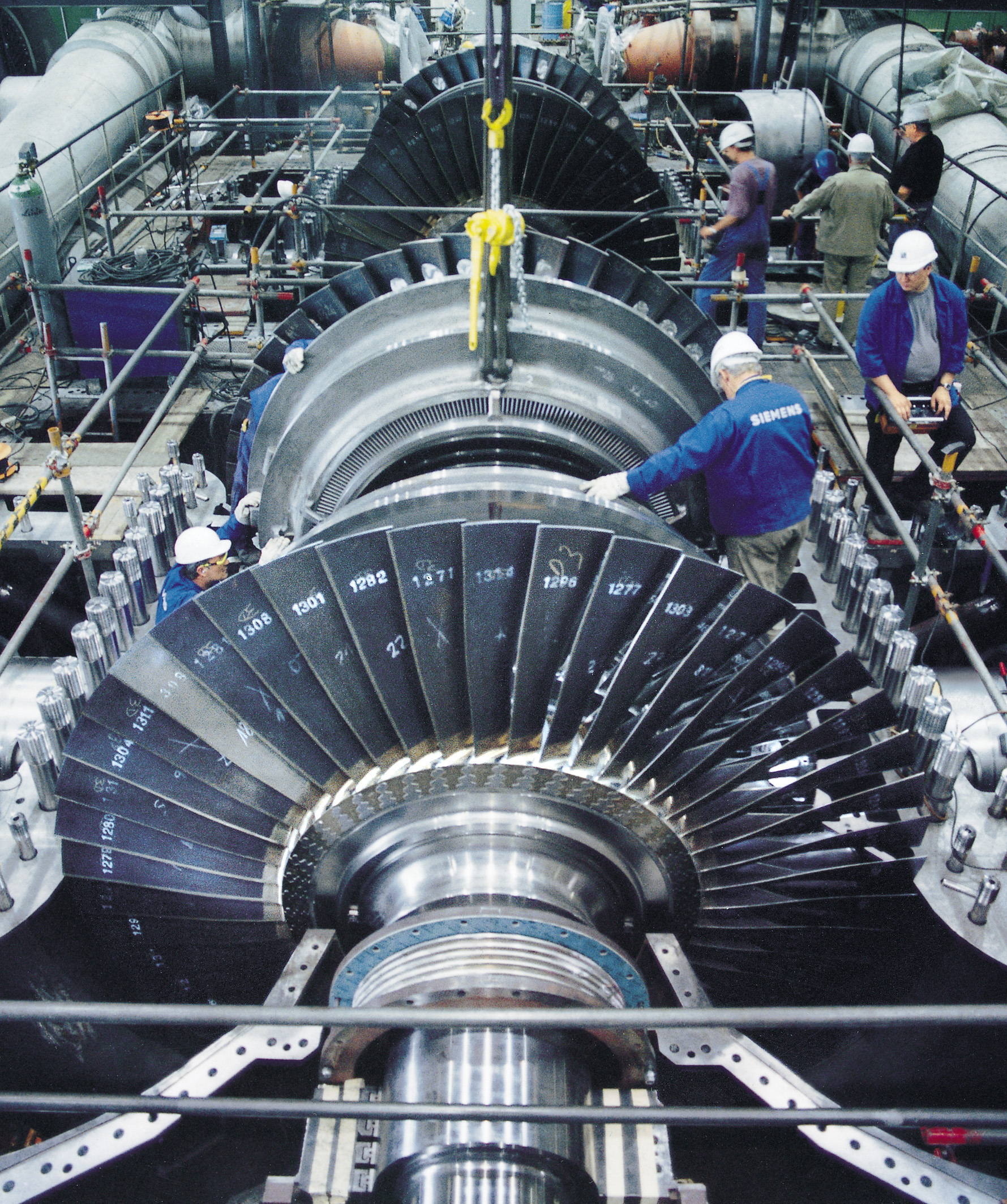
Парова турбіна у процесі монтажу (з відкритим корпусом). Більша частка електроенергії у світі виробляється з використанням турбін такого типу. Електрифікація є одним з найважливіших досягнень людства у галузі освоєння нових технологій у XX столітті

Техноло́гія (від грец. τεχνολογια, що походить від грец. τεχνολογος; грец. τεχνη — майстерність, техніка; грец. λογος — (тут) передавати) — наука («корпус знань») про способи (набір і послідовність операцій, їх режими) забезпечення потреб людства за допомогою (шляхом застосування) технічних засобів (знарядь праці).

## Загальний опис
Термін «технологія» має декілька базисних значень.
- Технологія — сукупність методів (способів) виготовлення, видобутку, обробки або переробки та інших процесів, робіт і операцій, що змінюють стан сировини, матеріалів, напівфабрикатів чи виробів у процесі отримання продукції із заданими показниками якості. До складу сучасної технології входить і технічний контроль виробництва. Технологія значною мірою зумовлює якість і в багатьох випадках кількість виготовленої продукції, її собівартість, продуктивність праці тощо. Вона пов'язана з науково-технічним прогресом, організацією праці та досвіду трудових ресурсів виробництва.

- Технологія — власне технологічні процеси отримання, обробки й переробки, складання чи будівництва, а також, опис цих процесів у вигляді інструкцій щодо їх виконання, технологічних схем, вимог, графіків, тощо.

- Технологія — сукупність знань про методи здійснення виробничих процесів та наукова дисципліна, що описує, розробляє і вдосконалює зазначені вище способи, процеси та порядок (регламенти, режими) їх здійснення. Як наукова дисципліна технологія сприяє впровадженню найефективніших і найекономічніших виробничих процесів, що потребують найменших затрат часу і матеріальних ресурсів. Розвиток технології зумовлюється ширшим застосуванням малоопераційних, маловідходних та безвідходних технологічних процесів, досконалих методів, систем математичного аналізу і прогнозування, засобів електронної та обчислювальної техніки.

Будь-яка технологія передбачає:
- предмет праці (предмет технологічного впливу, технологічний об'єкт);ресурсі
- засоби праці (технологічні засоби);
- носія технологічних функцій (працівника, колективу тощо);
- рівень технологічного розвитку суспільства.

Технологія має безпосередній вияв у структурі виробничого процесу (технологічному процесі).
У промисловості і сільському господарстві опис технології виконується в документах, що іменуються операційна карта технологічного процесу (при докладному описі) або маршрутна карта (при короткому описі). У сценічному мистецтві технологія виконання вистав, п'єс, зйомки кінофільмів, описується сценарієм. Стосовно політекономії та економіки при зміні громадської думки, застосовується термін Пі-Ар (від Англ. PR — Public Relations — зв'язок з широкою громадськістю), часто неправильно сприймається громадськістю, як рекламна / інформаційна акція. Технологіями морального плану називаються закони предків (чого робити не можна або якщо робити, то що і як), правила поведінки людини в суспільстві, кодекс честі, конституція (у цивілізованому суспільстві), поняття (у кримінальному світі) тощо.
Загальний рівень розвитку та «сума» технологій — технологічний уклад є важливою складовою культури, що істотно (визначально) впливає на сталість розвитку економіки, відтак є однією з найхарактерніших визначальних рис цивілізації. Серед інших технологій, часто виділяють високі технології — найбільш високо розвинуті (найсучасніші) технології, що є наукоємними, тобто які інтенсивно використовують найновіші наукові досягнення. Наприклад, виробництво мікропроцесорів, сучасних автомобілів тощо. Прийнято вважати, що такі технології є найважливішими з точки зору «забезпечення майбутнього» людства.

## Історія
У кінці 18 століття в загальному масиві знань про техніку, стали розрізняти традиційний описовий розділ і новий, середній клас, який отримав назву «технологія». Цей термін запровадив Йоганн Бекман (1739—1811), назвавши так наукову дисципліну, яку викладав у німецькому університеті в Геттінгені з 1772 року. У 1777 він оприлюднив роботу «Вступ до технології», де писав: «Огляд винаходів, їхнього розвитку та успіхів у мистецтвах і ремеслах може називатися історією технічних мистецтв; технологія, яка пояснює в цілому, методично і точно всі види праці з їхніми наслідками й причинами, являє собою набагато більше». Пізніше, у п'ятитомній праці «Нариси з історії винаходів» (1780—1805) він розвинув це поняття.
Технологія — в широкому сенсі — обсяг знань, які можна використовувати для виробництва товарів і послуг з економічних ресурсів. Технологія — у вузькому сенсі — спосіб перетворення речовини, енергії, інформації в процесі виготовлення продукції, обробки та переробки матеріалів, складання готових виробів, контролю якості, управління. Технологія містить у собі способи, прийоми, режим роботи, послідовність операцій і дій, вона тісно пов'язана з застосовуваними засобами, обладнанням, інструментами, використовуваними матеріалами.
Сучасні технології засновані на досягненнях науково-технічного прогресу і орієнтовані на виробництво продукту: матеріальна технологія створює матеріальний продукт, інформаційна технологія (ІТ) — інформаційний продукт. Технологія це також наукова дисципліна, що розробляє і вдосконалює способи та інструменти виробництва. У побуті технологією прийнято називати опис виробничих процесів, інструкції з їх виконання, технологічні вимоги та інше. Технологією або технологічним процесом, часто називають також, власне операції видобутку, транспортування та переробки, які є основою виробничого процесу. Технічний контроль на виробництві, теж є частиною технології. Розробкою технологій займаються технологи, інженери, конструктори, програмісти та інші фахівці у відповідних областях.
Технологія за методологією ООН:
- або технологія в чистому вигляді, що охоплює методи і техніку виробництва товарів і послуг (англ. dissembled technology);
- або втілена технологія, що охоплює машини, обладнання споруди, цілі виробничі системи та продукцію з високими техніко-економічними параметрами (англ. embodied technology).

## Історія розвитку технологій
Якщо звернутися до самого визначення терміна технологія, до його споконвічного значення (техно — майстерність, мистецтво; логос — наука), то ми прийдемо до висновку, що мета технології полягає в тому, щоби розкласти на складові елементи, процес досягнення якого-небудь результату. Технологія застосована всюди, де є досягнення, прагнення до результату, але усвідомлене використання технологічного підходу, було справжньою революцією. До появи технології панувало мистецтво — людина робила щось, але це щось виходило тільки у цієї окремої людини, це як дар — дано або не дано. З допомогою ж технології все те, що було доступно лише обраним, обдарованим (мистецтво), стає доступно всім. Наприклад, виготовлення кам'яної сокири можна представити як акт мистецтва, а можна — як технологію. У першому випадку ми маємо (можливо) незрівнянну сокиру, але зі смертю носія мистецтва створення сокир, зазначених інструментів більше не буде. У другому випадку майстерність збережеться назавжди, але якість продукту (можливо) буде не такою високою. Мить переходу від мистецтва до технології, фактично створила сучасну людську цивілізацію, зробила можливим її подальший розвиток і вдосконалення.
Взагалі, технологія присутня в усьому живому, оскільки все живе, так чи інакше, переробляє продукти харчування на продукти життєдіяльності (відходи). Проте, початком технології людини, варто вважати перший досвід поліпшення властивостей перших інструментів, будь то палиця-копачка або кремінний ніж.
Торкаючись технології як процесу — однією з перших (але досі значимою!) технологією, є процес видобутку первісною людиною, вогню за допомогою тертя. З часом, технології зазнали значних змін, і якщо колись під технологією, малася на увазі проста навичка, то на початку XXI століття, технологія — це складний комплекс знань ноу-хау, отриманих з часом, за допомогою дорогих досліджень.

## Високі технології
Див. також Високі технології.
Найновіші та прогресивні технології сучасності, відносять до високих технологій (англ. high technology, high-tech). Перехід до використання високих технологій та відповідної їм техніки, є найважливішою ланкою науково-технічної революції (НТР) на сучасному етапі. До високих технологій зазвичай, відносять найбільш наукомісткі галузі промисловості: мікроелектроніка, обчислювальна техніка, робототехніка, атомна енергетика, літакобудування, космічна техніка, мікробіологічна промисловість, автоматизація.

## Класифікація технологій

### Технології виробництва
Технології виробництва можуть класифікуватись або за певною галуззю виробництва, або за певними матеріалами та способами їх отримання чи оброблення. До галузевих технологій належать, наприклад, технологія гірничих робіт, технологія машинобудування, технологія будівництва та інше, з матеріалами пов'язані технологія металів, технологія волоконних матеріалів, технологія полімерів тощо.

#### Технологія металів
Технологія металів — сукупність прийомів і способів одержання та обробки металів; наукова дисципліна, що розробляє ці прийоми і способи. Технологія металів охоплює питання підготовки (збагачування) металевих руд, вилучення з них металів, виробництво металевих сплавів, одержання з цих сплавів заготовок і деталей. Включає також технологію ливарного виробництва, зварювання, паяння, обробку металів різанням, обробку металів тиском, нанесення захисних покриттів, термічну обробку. Як наукова дисципліна пов'язана з матеріалознавством, фізичною хімією, хімією тощо.

#### Машинобудівні технології
Машинобудівні технології — розробка процесів конструювання і виробництва різних машин і приладів. До них належать технічні розрахунки, вибір матеріалів і технології виробництва, а також проектування машинобудівних заводів і організація виробництва на них.

#### Гірничі технології
Гірничі технології — сукупність прийомів і способів зміни природного стану надр Землі задля одержання мінеральних продуктів або використання підземних просторів. За способом ведення гірничих робіт, виділяють: відкриту гірничу технологію, шахтну гірничу технологію, свердловинну гірничу технологію та їх поєднання.

#### Будівництво
Будівництво — галузь матеріального виробництва, яка створює нові й відновлює наявні об'єкти виробничого і невиробничого призначення (будівлі, споруди та їх комплекси); процес спорудження будівель. Залежно від призначення об'єктів, розрізняють промислове будівництво, енергетичне і гідротехнічне будівництво, транспортне будівництво, сільське будівництво, житлово-цивільне будівництво. Будівництво має свої особливості. Його продукція відзначається порівняно значними строками служби і використовується на місці її створення Виробничий цикл у будівництві триває від кількох місяців до кількох років Спорудження об'єктів ведеться в основному просто неба в різних кліматичних умовах.

#### Хімічні технології
Хімічна технологія — прикладна наука, що вивчає способи та процеси виробництва продуктів (предметів споживання та засобів виробництва), що відбуваються за участю хімічних перетворень технічно, економічно та соціально доцільним шляхом.
Предметом вивчення хімічної технології як науки, є хімічне виробництво, метою вивчення — створення досконалого способу отримання потрібних продуктів. Хімічна технологія використовує експериментальний метод дослідження, а також моделювання та системний аналіз.. Хімічна технологія використовує знання з різних розділів хімії, фізики, механіки, економіки тощо, оскільки вона ґрунтується на встановленні взаємодії багатьох явищ. Методи хімічної технології, широко використовуються і в нехімічних галузях промисловості — металургії, енергетики, будівництві, електроніки, транспорті тощо..

#### Біотехнології
Біотехнологія — сукупність методів використання живих організмів і біологічних процесів у виробництві. Біотехнологія — міждисциплінарна галузь, що виникла на стику біологічних, хімічних і технічних наук. З розвитком біотехнології пов'язують вирішення всеохопних проблем людства — ліквідацію нестачі продовольства, енергії, мінеральних ресурсів, поліпшення стану охорони здоров'я і якості довкілля. Біотехнологія набула значного розвитку, пов'язаного передусім, з використанням методів генної інженерії і клонуванням клітин та організмів тваринного та рослинного походження.

#### Мікротехнології
Мікротехноло́гія (англ. microtechnology) — способи реалізації процесів виготовлення структур, характерні розміри яких вимірюються мікронами або менші. Історично процеси мікротехнології використовувались у мікроелектроніці для виробництва інтегральних схем (див. Технологія виробництва напівпровідників). З початком 1990-их років, область застосування цієї групи методів, поширилась за рахунок появи та масового виробництва мікроелектромеханічених систем (МЕМС), аналітичних мікросистем, твердих дисків, рідкокристалічних дисплеїв, сонячних панелей тощо. Завдяки спільним рисам оригінальних технологічних методів, що набули поширення, та їх універсальності, ці технології сформувались до кінця XX ст. у науково-технічний напрям, що отримав назву «мікротехнологія». Мініатюризація різноманітних пристроїв, вимагає при їх виготовленні залучення досягнень різних галузей науки і техніки: фізики, хімії, матеріалознавства, інформатики, вакуумної техніки, гальванотехніки. До основних фізико-хімічних процесів, що знайшли застосування у мікротехнології належать:
- фотолітографія;
- легування;
- осадження тонких плівок;
- травлення;
- металізація;
- полірування;
- механічна обробка мікроінструментами.

#### Нанотехнології
Нанотехнологія — область фундаментальної та прикладної науки і техніки, що сукупно займається теоретичним обґрунтуванням, практичними методами дослідження, аналізом і синтезом, а також способами виробництва й використання продуктів із заданою атомною структурою та властивостями, шляхом контрольованого маніпулювання окремими атомами та молекулами.
Нанотехнології якісно відрізняються від традиційних технологічних дисциплін, оскільки за таких розмірів, звичні макроскопічні технології поводження з матерією, часто непридатні, а мікроскопічні явища, що є занадто слабкими за звичних розмірів, стають набагато значнішими, а саме: властивості і взаємодії окремих атомів і молекул або агрегатів молекул (наприклад, сили Ван- дер-Ваальса), квантові ефекти.
Нанотехнології й особливо молекулярна технологія — нові, дуже мало досліджені дисципліни. Основні відкриття, що передбачаються в цій області, поки не зроблено. Проте, проведені дослідження, вже дають практичні підсумки. Використання в нанотехнології передових наукових досягнень, дозволяє відносити її до високих технологій.

#### Ядерні технології
Ядерні технології — сукупність інженерних рішень, що дозволяють використовувати ядерні реакції або іонізаційне випромінювання, яке виникає у результаті їх перебігу. Традиційні сфери застосування ядерних технологій ядерна енергетика, ядерна медицина, ядерна зброя.
Ядерні технології включають у собі декілька різнорідних напрямів:
- технології, що ґрунтуються на здатності ядер деяких хімічних елементів до поділу або сполучення з виділенням енергії;
- технології, основою яких є отримання та використання іонізаційного випромінювання;
- специфічні для галузі технології отримання речовин з потрібними властивостями також часто відносять до ядерних.

### Інформаційні технології
Інформаційні технології (ІТ, англ. information technology, IT) — широкий клас дисциплін та галузей діяльності, що стосуються технологій керування, накопичення, обробки і передачі інформації.
Інформаційна технологія — процес, який використовує сукупність засобів і методів збору, накопичення, обробки та передачі даних (первинної інформації) для отримання інформації нової якості про стан об'єкту, процесу або явища (інформаційного продукту). Цей процес складається з чітко регламентованої послідовності виконання операцій, дій, етапів різного ступеня складності над даними, що зберігаються на комп'ютерах. Основна мета інформаційної технології — у підсумку цілеспрямованих дій з переробки первинних даних, отримати необхідну для користувача інформацію.
В основному під інформаційними технологіями вбачаються комп'ютерні технології. Зокрема, ІТ мають справу з використанням комп'ютерів і програмного забезпечення для зберігання, перетворення, захисту, обробки, передачі і отримання інформації. З цієї причини, комп'ютерних фахівців часто називають ІТ-фахівцями.
Інформаційні технології знайшли застосування у різних галузях людської діяльності: науці (оброблення даних, отриманих з експерименту, моделювання), освіті (електронні освітні ресурси, електронне навчання), медицині (діагностичні, аналітичні системи), військовій справі (моніторинг, аналіз бойових умов, ситуаційне моделювання, система керування вогнем), державному управлінні (електронний уряд, довідкові та аналітичні інформаційні системи), виробництві (автоматизовані системи керування та проектування),  банківській справі (електронні платежі), бізнес-процесах (управління компаніями, підтримання взаємодії компаній, інтернет-магазини, системи бронювання) тощо. У тих галузях, де інформація є кінцевим продуктом (бібліотеки, засоби масової інформації, видавнича справа, зв'язок тощо), інформаційні технології стають головним засобом виробництва.

### Телекомунікаційні технології
Телекомунікаційні технології або електрозв'язок — передавання, випромінювання та/або приймання знаків, сигналів, письмового тексту, зображень та звуків або повідомлень будь-якого роду дротовими, радіо, оптичними або іншими електромагнітними системами.
Основні види реалізації телекомунікаційних технологій:
- Телефонний зв'язок
- Internet
- Радіо
- Телебачення

## Інноваційні технології
Інноваційні технології — набори методів і засобів, що підтримують етапи реалізації нововведення. Розрізняють види інноваційних технологій:
- впровадження;
- тренінг (підготовка кадрів та інкубація малих підприємств);
- консалтинг;
- трансферт;
- інжиніринг.

Науково-технічне середовище — сили, що сприяють створенню нових технологій, завдяки яким виникають нові товари і маркетингові можливості.

## Життєвий цикл технології
Життєвий цикл технології — це сукупність стадій від зародження технологічних нововведень до їх рутинізації.
Життєвий цикл технології складається з 5 етапів:
- Новітня технологія — будь-яка нова технологія, яка має високий потенціал;
- Передова технологія — технологія, яка зарекомендувала себе, але ще досить нова, має невелике поширення на ринку;
- Сучасна технологія — визнана технологія, є стандартом, підвищується попит на цю технологію;
- Не нова технологія — як і раніше корисна технологія, але вже існує більш нова технологія, тому попит починає падати;
- Застаріла технологія — технологія застаріває і замінюється досконалішою, дуже малий попит, або повна відмова від цієї технології на користь нової.

## Типи споживачів технології
- Новатори — Стежать за технологічними новинками. Як правило намагаються отримати до них доступ ще до широкого появи їх на ринку.
- Ранні послідовники — їхнє рішення щодо покупки буде базуватися на усвідомленні ними ступеня відповідності між перевагами нової технології та їх інтересами.
- Рання більшість — для них важливим фактором є практичне значення нової технології.
- Пізня більшість — вони чекають, поки продукт не стане загальновизнаним стандартом,
- Відсталі — не стежать за технологічними новинками і набувають, якщо ця технологія впроваджена у будь-який товар, але не користуються нею.

## Подальша інформація
- Маловідходна технологія — технологія, яка дає технічно досягнутий мінімум твердих, рідких, газоподібних і теплових відходів і викидів.
- Безвідходна технологія — сукупність технічних, технологічних способів, методів і прийомів переробки сировини, матеріалів, що забезпечує повне їх використання на даному підприємстві для виробництва кінцевої продукції споживчих товарів без будь-яких відходів.